# Goniodiscaster forficulatus
Goniodiscaster forficulatus är en sjöstjärneart som först beskrevs av Perrier 1875.  Goniodiscaster forficulatus ingår i släktet Goniodiscaster och familjen Oreasteridae.
Artens utbredningsområde är Filippinerna. Inga underarter finns listade i Catalogue of Life.